# Rosalía (Sängerin)/Diskografie
Diese Diskografie ist eine Übersicht über die musikalischen Werke der spanischen Flamenco- und Popsängerin Rosalía. Den Schallplattenauszeichnungen zufolge hat sie bisher mehr als 23,9 Millionen Tonträger verkauft, davon alleine in ihrer Heimat über 5,3 Millionen. Ihre erfolgreichste Veröffentlichung ist die Single Con altura mit über 3,3 Millionen verkauften Einheiten.

## Alben

### Studioalben
| Jahr | Titel Musiklabel                      | Höchstplatzierung, Gesamtwochen, AuszeichnungChartplatzierungen (Jahr, Titel, Musiklabel, Platzierungen, Wochen, Auszeichnungen, Anmerkungen) | Höchstplatzierung, Gesamtwochen, AuszeichnungChartplatzierungen (Jahr, Titel, Musiklabel, Platzierungen, Wochen, Auszeichnungen, Anmerkungen) | Höchstplatzierung, Gesamtwochen, AuszeichnungChartplatzierungen (Jahr, Titel, Musiklabel, Platzierungen, Wochen, Auszeichnungen, Anmerkungen) | Höchstplatzierung, Gesamtwochen, AuszeichnungChartplatzierungen (Jahr, Titel, Musiklabel, Platzierungen, Wochen, Auszeichnungen, Anmerkungen) | Höchstplatzierung, Gesamtwochen, AuszeichnungChartplatzierungen (Jahr, Titel, Musiklabel, Platzierungen, Wochen, Auszeichnungen, Anmerkungen) | Höchstplatzierung, Gesamtwochen, AuszeichnungChartplatzierungen (Jahr, Titel, Musiklabel, Platzierungen, Wochen, Auszeichnungen, Anmerkungen) | Höchstplatzierung, Gesamtwochen, AuszeichnungChartplatzierungen (Jahr, Titel, Musiklabel, Platzierungen, Wochen, Auszeichnungen, Anmerkungen) | Anmerkungen                                                  |
| Jahr | Titel Musiklabel                      | DE | AT | CH | UK | US | ES | Latin | Anmerkungen                                                  |
| ---- | ------------------------------------- | --- | --- | --- | --- | --- | --- | --- | ------------------------------------------------------------ |
| 2017 | Los ángeles Universal Music (UMG)     | — | — | — | — | — | ES9 Gold · (121 Wo.)ES | — | Erstveröffentlichung: 10. Februar 2017 Verkäufe: + 20.000    |
| 2018 | El mal querer Columbia Records (Sony) | — | — | CH61 (1 Wo.)CH | — | — | ES1 ×3Dreifachplatin · (157 Wo.)ES | Latin10 (16 Wo.)Latin | Erstveröffentlichung: 2. November 2018 Verkäufe: + 2.000.000 |
| 2022 | Motomami Columbia Records (Sony)      | DE28 (3 Wo.)DE | AT18 (3 Wo.)AT | CH6 (… Wo.)CH | UK42 (1 Wo.)UK | US33 Gold · (9 Wo.)US | ES1 ×3Dreifachplatin · (… Wo.)ES | Latin3 (81 Wo.)Latin | Erstveröffentlichung: 18. März 2022 Verkäufe: + 1.050.000    |

### EPs
| Jahr | Titel Musiklabel                          | Anmerkungen                                            |
| ---- | ----------------------------------------- | ------------------------------------------------------ |
| 2019 | Fucking Money Man Columbia Records (Sony) | Erstveröffentlichung: 3. Juli 2019                     |
| 2023 | RR Columbia Records (Sony)                | Erstveröffentlichung: 24. März 2023 mit Rauw Alejandro |

## Singles

### Als Leadmusikerin
| Jahr | Titel Album                                                                       | Höchstplatzierung, Gesamtwochen, AuszeichnungChartplatzierungen (Jahr, Titel, Album, Platzierungen, Wochen, Auszeichnungen, Anmerkungen) | Höchstplatzierung, Gesamtwochen, AuszeichnungChartplatzierungen (Jahr, Titel, Album, Platzierungen, Wochen, Auszeichnungen, Anmerkungen) | Höchstplatzierung, Gesamtwochen, AuszeichnungChartplatzierungen (Jahr, Titel, Album, Platzierungen, Wochen, Auszeichnungen, Anmerkungen) | Höchstplatzierung, Gesamtwochen, AuszeichnungChartplatzierungen (Jahr, Titel, Album, Platzierungen, Wochen, Auszeichnungen, Anmerkungen) | Höchstplatzierung, Gesamtwochen, AuszeichnungChartplatzierungen (Jahr, Titel, Album, Platzierungen, Wochen, Auszeichnungen, Anmerkungen) | Höchstplatzierung, Gesamtwochen, AuszeichnungChartplatzierungen (Jahr, Titel, Album, Platzierungen, Wochen, Auszeichnungen, Anmerkungen) | Höchstplatzierung, Gesamtwochen, AuszeichnungChartplatzierungen (Jahr, Titel, Album, Platzierungen, Wochen, Auszeichnungen, Anmerkungen) | Anmerkungen                                                                                            |
| Jahr | Titel Album                                                                       | DE | AT | CH | UK | US | ES | Latin | Anmerkungen                                                                                            |
| --- | --------------------------------------------------------------------------------- | --- | --- | --- | --- | --- | --- | --- | --- |
| 2016 | Catalina Los ángeles                                                              | — | — | — | — | — | ES— GoldES | — | Erstveröffentlichung: 19. Oktober 2016 Verkäufe: + 30.000                                              |
| 2017 | Aunque es de noche –                                                              | — | — | — | — | — | ES— GoldES | — | Erstveröffentlichung: 2. November 2017 Verkäufe: + 30.000                                              |
| 2018 | Malamente El mal querer                                                           | — | — | — | — | US— GoldUS | ES2 ×5Fünffachplatin · (76 Wo.)ES | Latin— PlatinLatin | Erstveröffentlichung: 30. Mai 2018 Verkäufe: + 930.000                                                 |
| 2018 | Pienso en tu mirá El mal querer                                                   | — | — | — | — | — | ES5 ×3Dreifachplatin · (33 Wo.)ES | — | Erstveröffentlichung: 24. Juli 2018 Verkäufe: + 230.000                                                |
| 2018 | Di mi nombre El mal querer                                                        | — | — | — | — | — | ES1 ×2Doppelplatin · (17 Wo.)ES | — | Erstveröffentlichung: 30. Oktober 2018 Verkäufe: + 150.000                                             |
| 2018 | Bagdad El mal querer                                                              | — | — | — | — | — | ES7 Platin · (10 Wo.)ES | — | Erstveröffentlichung: 4. Dezember 2018 Verkäufe: + 120.000                                             |
| 2019 | De aquí no sales El mal querer                                                    | — | — | — | — | — | ES22 Gold · (4 Wo.)ES | — | Erstveröffentlichung: 22. Januar 2019 Verkäufe: + 30.000                                               |
| 2019 | Con altura –                                                                      | — | — | CH98 Gold · (1 Wo.)CH | — | US— ×2DoppelplatinUS | ES1 ×5Fünffachplatin · (55 Wo.)ES | Latin12 (26 Wo.)Latin | Erstveröffentlichung: 28. März 2019 Verkäufe: + 3.305.000; mit J Balvin feat. El Guincho               |
| 2019 | Aute cuture –                                                                     | — | — | — | — | — | ES1 Platin · (17 Wo.)ES | Latin39 (1 Wo.)Latin | Erstveröffentlichung: 30. Mai 2019 Verkäufe: + 40.000                                                  |
| 2019 | Yo × ti, tú × mí –                                                                | — | — | CH29 Platin · (10 Wo.)CH | — | US— PlatinUS | ES1 ×5Fünffachplatin · (38 Wo.)ES | Latin12 (26 Wo.)Latin | Erstveröffentlichung: 15. August 2019 Verkäufe: + 1.815.000; mit Ozuna                                 |
| 2019 | A palé –                                                                          | — | — | — | — | — | ES16 Gold · (5 Wo.)ES | Latin42 (1 Wo.)Latin | Erstveröffentlichung: 7. November 2019 Verkäufe: + 30.000                                              |
| 2020 | Juro qué –                                                                        | — | — | — | — | — | ES7 Gold · (3 Wo.)ES | Latin41 (1 Wo.)Latin | Erstveröffentlichung: 23. Januar 2020 Verkäufe: + 30.000                                               |
| 2020 | Dolerme –                                                                         | — | — | — | — | — | ES11 Platin · (7 Wo.)ES | — | Erstveröffentlichung: 24. März 2020 Verkäufe: + 60.000                                                 |
| 2020 | TKN –                                                                             | DE43 (9 Wo.)DE | AT31 (10 Wo.)AT | CH6 Gold · (16 Wo.)CH | UK41 Silber · (9 Wo.)UK | US66 Gold · (1 Wo.)US | ES1 ×2Doppelplatin · (18 Wo.)ES | Latin2 (20 Wo.)Latin | Erstveröffentlichung: 28. Mai 2020 Verkäufe: + 1.400.000; feat. Travis Scott                           |
| 2021 | Lo vas a olvidar Euphoria (Original Score from the HBO Series)                    | DE63 (1 Wo.)DE | AT37 (1 Wo.)AT | CH10 (3 Wo.)CH | UK35 (2 Wo.)UK | US62 (1 Wo.)US | ES15 Gold · (3 Wo.)ES | Latin3 (7 Wo.)Latin | Erstveröffentlichung: 21. Januar 2021 Verkäufe: + 30.000; mit Billie Eilish                            |
| 2021 | La fama Motomami                                                                  | DE— aDE | — | CH15 Platin · (38 Wo.)CH | — | US94 Platin · (1 Wo.)US | ES1 ×6Sechsfachplatin · (59 Wo.)ES | Latin2 (20 Wo.)Latin | Erstveröffentlichung: 11. November 2021 Verkäufe: + 2.148.333; feat. The Weeknd                        |
| 2022 | Saoko Motomami                                                                    | — | — | — | — | — | ES5 ×2Doppelplatin · (16 Wo.)ES | Latin22 (3 Wo.)Latin | Erstveröffentlichung: 4. Februar 2022 Verkäufe: + 230.000                                              |
| 2022 | Chicken Teriyaki Motomami                                                         | — | — | — | — | — | ES11 Platin · (10 Wo.)ES | Latin20 (2 Wo.)Latin | Erstveröffentlichung: 24. Februar 2022 Verkäufe: + 150.000                                             |
| 2022 | Hentai Motomami                                                                   | — | — | — | — | — | ES7 Gold · (7 Wo.)ES | — | Erstveröffentlichung: 16. März 2022 Verkäufe: + 30.000                                                 |
| 2022 | Despechá Motomami+                                                                | — | — | CH14 ×2Doppelplatin · (56 Wo.)CH | — | US63 Platin · (12 Wo.)US | ES1 ×1313-fach-Platin · (120 Wo.)ES | Latin7 (26 Wo.)Latin | Erstveröffentlichung: 28. Juli 2022 Verkäufe: + 3.688.333                                              |
| 2023 | LLYLM –                                                                           | — | — | CH32 (3 Wo.)CH | — | — | ES4 ×3Dreifachplatin · (22 Wo.)ES | — | Erstveröffentlichung: 27. Januar 2023 Verkäufe: + 350.000                                              |
| 2023 | Tuya –                                                                            | — | — | CH29 (4 Wo.)CH | — | — | ES10 Platin · (13 Wo.)ES | Latin38 (1 Wo.)Latin | Erstveröffentlichung: 8. Juni 2023 Verkäufe: + 60.000                                                  |
| 2023 | Oral –                                                                            | — | — | — | — | — | — | — | Erstveröffentlichung: 21. November 2023 mit Björk                                                      |
| 2024 | Omega –                                                                           | — | — | — | — | — | ES8 Gold · (5 Wo.)ES | — | Erstveröffentlichung: 24. September 2024 Verkäufe: + 30.000; feat. Ralphie Choo                        |
| Folgende Lieder erschienen nicht als Single, wurden aber durch das Album zum Download und Streaming bereitgestellt und konnten somit eine Platzierung erlangen: |                                                                                   | | | | | | | | |
| |                                                                                   | | | | | | | | |
| 2018 | Que no salga la luna El mal querer                                                | — | — | — | — | — | ES15 Gold · (4 Wo.)ES | — | Charteinstieg: 11. November 2018                                                                       |
| 2018 | Nana El mal querer                                                                | — | — | — | — | — | ES26 (3 Wo.)ES | — | Charteinstieg: 11. November 2018                                                                       |
| 2018 | Maldición El mal querer                                                           | — | — | — | — | — | ES30 (3 Wo.)ES | — | Charteinstieg: 11. November 2018                                                                       |
| 2018 | A ningún hombre El mal querer                                                     | — | — | — | — | — | ES35 Gold · (3 Wo.)ES | — | Charteinstieg: 11. November 2018 Verkäufe: + 30.000                                                    |
| 2018 | Reniego El mal querer                                                             | — | — | — | — | — | ES36 (3 Wo.)ES | — | Charteinstieg: 11. November 2018                                                                       |
| 2018 | Preso El mal querer                                                               | — | — | — | — | — | ES48 (2 Wo.)ES | — | Charteinstieg: 11. November 2018                                                                       |
| 2019 | Me traicionaste For the Throne (Music Inspired by the HBO Series Game of Thrones) | — | — | — | — | — | ES70 (1 Wo.)ES | — | Charteinstieg: 5. Mai 2019 feat. A.Chal                                                                |
| 2019 | Milionària Fucking Money Man                                                      | — | — | — | — | — | ES1 ×2Doppelplatin · (27 Wo.)ES | — | Charteinstieg: 7. Juli 2019 Verkäufe: + 80.000                                                         |
| 2019 | Dio$ nos libre del dinero Fucking Money Man                                       | — | — | — | — | — | ES24 Gold · (4 Wo.)ES | — | Charteinstieg: 7. Juli 2019 Verkäufe: + 30.000                                                         |
| 2022 | Candy Motomami                                                                    | — | — | CH83 (1 Wo.)CH | — | — | ES1 ×2Doppelplatin · (19 Wo.)ES | Latin17 (2 Wo.)Latin | Videoauskopplung: 18. März 2022 Charteinstieg: 27. März 2022 Verkäufe: + 190.000                       |
| 2022 | La combi versace Motomami                                                         | — | — | — | — | — | ES12 Platin · (7 Wo.)ES | — | Charteinstieg: 27. März 2022 Verkäufe: + 60.000; feat. Tokischa                                        |
| 2022 | Bizcochito Motomami                                                               | — | — | — | — | — | ES13 ×2Doppelplatin · (17 Wo.)ES | — | Charteinstieg: 27. März 2022 Verkäufe: + 370.000                                                       |
| 2022 | G3 N15 Motomami                                                                   | — | — | — | — | — | ES15 Gold · (3 Wo.)ES | — | Charteinstieg: 27. März 2022 Verkäufe: + 30.000                                                        |
| 2022 | Bulerías Motomami                                                                 | — | — | — | — | — | ES16 Gold · (3 Wo.)ES | — | Charteinstieg: 27. März 2022 Verkäufe: + 30.000                                                        |
| 2022 | Como un G Motomami                                                                | — | — | — | — | — | ES18 Platin · (4 Wo.)ES | — | Charteinstieg: 27. März 2022 Verkäufe: + 60.000                                                        |
| 2022 | Diablo Motomami                                                                   | — | — | — | — | — | ES19 Gold · (4 Wo.)ES | — | Charteinstieg: 27. März 2022 Verkäufe: + 30.000                                                        |
| 2022 | Motomami                                                                          | — | — | — | — | — | ES20 Gold · (2 Wo.)ES | — | Charteinstieg: 27. März 2022 Verkäufe: + 30.000                                                        |
| 2022 | Cuuuuuuuuuute Motomami                                                            | — | — | — | — | — | ES24 (2 Wo.)ES | — | Charteinstieg: 27. März 2022                                                                           |
| 2022 | Delirio de grandeza Motomami                                                      | — | — | — | — | — | ES25 (2 Wo.)ES | — | Charteinstieg: 27. März 2022                                                                           |
| 2022 | Sakura Motomami                                                                   | — | — | — | — | — | ES28 (1 Wo.)ES | — | Charteinstieg: 27. März 2022                                                                           |
| 2022 | Abcdefg Motomami                                                                  | — | — | — | — | — | ES36 (1 Wo.)ES | — | Charteinstieg: 27. März 2022                                                                           |
| 2022 | Chiri Motomami+                                                                   | — | — | — | — | — | ES44 (1 Wo.)ES | — | Charteinstieg: 16. September 2022                                                                      |
| 2022 | Aislamiento Motomami+                                                             | — | — | — | — | — | ES100 (1 Wo.)ES | — | Charteinstieg: 16. September 2022                                                                      |
| 2023 | Beso RR                                                                           | DE— bDE | — | CH3 Gold · (37 Wo.)CH | — | US52 Platin · (12 Wo.)US | ES1 ×8Achtfachplatin · (55 Wo.)ES | Latin4 (20 Wo.)Latin | Videoauskopplung: 24. März 2023 Charteinstieg: 31. März 2023 Verkäufe: + 2.533.333; mit Rauw Alejandro |
| 2023 | Vampiros RR                                                                       | — | — | CH75 (1 Wo.)CH | — | — | ES7 Gold · (10 Wo.)ES | Latin32 (1 Wo.)Latin | Charteinstieg: 2. April 2023 Videoauskopplung: 13. April 2023 Verkäufe: + 30.000; mit Rauw Alejandro   |
| 2023 | Promesa RR                                                                        | — | — | — | — | — | ES20 Gold · (3 Wo.)ES | — | Charteinstieg: 3. April 2023 Verkäufe: + 30.000; mit Rauw Alejandro                                    |

### Als Gastmusikerin
| Jahr | Titel Album                                            | Höchstplatzierung, Gesamtwochen, AuszeichnungChartplatzierungen (Jahr, Titel, Album, Platzierungen, Wochen, Auszeichnungen, Anmerkungen) | Höchstplatzierung, Gesamtwochen, AuszeichnungChartplatzierungen (Jahr, Titel, Album, Platzierungen, Wochen, Auszeichnungen, Anmerkungen) | Höchstplatzierung, Gesamtwochen, AuszeichnungChartplatzierungen (Jahr, Titel, Album, Platzierungen, Wochen, Auszeichnungen, Anmerkungen) | Höchstplatzierung, Gesamtwochen, AuszeichnungChartplatzierungen (Jahr, Titel, Album, Platzierungen, Wochen, Auszeichnungen, Anmerkungen) | Höchstplatzierung, Gesamtwochen, AuszeichnungChartplatzierungen (Jahr, Titel, Album, Platzierungen, Wochen, Auszeichnungen, Anmerkungen) | Höchstplatzierung, Gesamtwochen, AuszeichnungChartplatzierungen (Jahr, Titel, Album, Platzierungen, Wochen, Auszeichnungen, Anmerkungen) | Höchstplatzierung, Gesamtwochen, AuszeichnungChartplatzierungen (Jahr, Titel, Album, Platzierungen, Wochen, Auszeichnungen, Anmerkungen) | Anmerkungen |
| Jahr | Titel Album                                            | DE | AT | CH | UK | US | ES | Latin | Anmerkungen |
| --- | ------------------------------------------------------ | --- | --- | --- | --- | --- | --- | --- | --- |
| 2016 | Antes de morirme –                                     | — | — | — | — | — | ES26 ×7Siebenfachplatin · (40 Wo.)ES | — | Erstveröffentlichung: 30. Juni 2016 Verkäufe: + 420.000; C. Tangana feat. Rosalía                                 |
| 2016 | Llámame más tarde –                                    | — | — | — | — | — | — | — | Erstveröffentlichung: 5. Juli 2016 C. Tangana feat. Rosalía                                                       |
| 2018 | Un largo viaje A través de la luz (Una ópera flamenca) | — | — | — | — | — | — | — | Erstveröffentlichung: 4. April 2018 Fernando Vacas & Vallellano & The Royal Gypsy Orchestra feat. Rosalía         |
| 2019 | Barefoot in the Park Assume Form                       | — | — | — | — | — | ES40 Gold · (1 Wo.)ES | — | Erstveröffentlichung: 18. Januar 2019 Verkäufe: + 30.000; James Blake feat. Rosalía                               |
| 2020 | KLK KiCk i                                             | — | — | — | — | — | — | — | Erstveröffentlichung: 22. Juni 2020 Arca feat. Rosalía                                                            |
| 2020 | Relación (Remix) –                                     | — | — | — | — | US64 (11 Wo.)US | ES2 ×3Dreifachplatin · (37 Wo.)ES | Latin2 (27 Wo.)Latin | Erstveröffentlichung: 4. September 2020 Verkäufe: + 120.000 J Balvin, Sech & Daddy Yankee feat. Farruko & Rosalía |
| 2020 | Blinding Lights (Remix) –                              | DE— cDE | AT— cAT | CH— cCH | UK— cUK | US— cUS | ES— cES | Latin— cLatin | Erstveröffentlichung: 4. Dezember 2020 The Weeknd feat. Rosalía                                                   |
| 2021 | Nothing’s Special –                                    | — | — | — | — | — | — | — | Erstveröffentlichung: 19. Mai 2021 Oneohtrix Point Never feat. Rosalía                                            |
| 2021 | Linda –                                                | — | — | — | — | — | ES22 Platin · (11 Wo.)ES | Latin34 ×2Doppelplatin · (4 Wo.)Latin | Erstveröffentlichung: 1. September 2021 Verkäufe: + 250.000; Tokischa feat. Rosalía                               |
| 2022 | El pañuelo Formula: Vol. 3                             | — | — | CH93 (1 Wo.)CH | — | — | ES7 ×2Doppelplatin · (19 Wo.)ES | Latin20 ×3Dreifachplatin · (19 Wo.)Latin                                                                                                 | Erstveröffentlichung: 30. August 2022 Verkäufe: + 370.000; Romeo Santos feat. Rosalía                             |
| 2022 | Besos Moja2 La Última Misión                           | — | — | — | — | — | ES6 ×4Vierfachplatin · (47 Wo.)ES | Latin30 Gold · (18 Wo.)Latin | Erstveröffentlichung: 29. September 2022 Verkäufe: + 620.000; Wisin & Yandel feat. Rosalía                        |
| 2024 | New Woman –                                            | DE— dDE | — | CH62 (1 Wo.)CH | UK55 (1 Wo.)UK | US97 (1 Wo.)US | ES12 (5 Wo.)ES | — | Erstveröffentlichung: 15. August 2024 Verkäufe: + 140.000; Lisa feat. Rosalía                                     |
| Folgende Lieder erschienen nicht als Single, wurden aber durch das Album zum Download und Streaming bereitgestellt und konnten somit eine Platzierung erlangen: |                                                        | | | | | | | | |
| |                                                        | | | | | | | | |
| 2018 | Brillo Vibras                                          | — | — | — | — | — | ES18 ×2Doppelplatin · (26 Wo.)ES | — | Charteinstieg: 3. Juni 2018 Verkäufe: + 140.000; J Balvin feat. Rosalía                                           |
| 2019 | Highest in the Room (Remix) JackBoys                   | DE— eDE | AT— eAT | CH— eCH | UK— eUK | US— eUS | ES19 Gold · (4 Wo.)ES | Latin— eLatin | Charteinstieg: 13. Oktober 2019 Verkäufe: + 130.000; Travis Scott feat. Rosalía & Lil Baby                        |
| 2020 | La noche de anoche El último tour del mundo            | — | — | CH41 (11 Wo.)CH | — | US53 (17 Wo.)US | ES1 ×5Fünffachplatin · (50 Wo.)ES | Latin2 (35 Wo.)Latin | Charteinstieg: 6. Dezember 2020 Verkäufe: + 245.000; Bad Bunny feat. Rosalía                                      |

## Musikvideos
| Jahr | Titel                   | Regie                           |
| ---- | ----------------------- | ------------------------------- |
| 2017 | Catalina                | Txema Yeste                     |
| 2017 | De plata                | Tomás Peña                      |
| 2017 | Aunque es de noche      | Ignasi Monreal                  |
| 2018 | Malamente               | Canada                          |
| 2018 | Pienso en tu mirá       | Canada                          |
| 2018 | Di mi nombre            | Henry Scholfield                |
| 2018 | Bagdad                  | Helmi                           |
| 2019 | De aquí no sales        | Diana Kunst, Mau Morgó          |
| 2019 | Con altura              | Director X.                     |
| 2019 | Barefoot in the Park    | Diana Kunst, Mau Morgó          |
| 2019 | Aute cuture             | Bradley Bell, Pablo Jones-Soler |
| 2019 | Fucking Money Man       | Bàrbara Farré                   |
| 2019 | Yo × ti, tú × mí        | Pasqual Gutierrez, R.J. Sanchez |
| 2019 | A palé                  | Jora Frantzis                   |
| 2020 | Juro que                | Tanu Muino                      |
| 2020 | TKN                     | Canada, Nicolás Méndez          |
| 2020 | Relación (Remix)        | Fernando Lugo                   |
| 2020 | Blinding Lights (Remix) | Dylan Coughran                  |
| 2021 | Lo vas a olvidar        | Nabil Elderkin                  |
| 2021 | La noche de anoche      | Stillz                          |
| 2021 | Linda                   | Raymi Paulus                    |
| 2021 | La fama                 | Director X.                     |
| 2022 | Saoko                   | Valentin Petit                  |
| 2022 | Chicken Teriyaki        | Tanu Muino                      |
| 2022 | Hentai                  | Mitch Ryan                      |
| 2022 | Candy                   | Stillz                          |
| 2022 | Motomami                |                                 |
| 2022 | Delirio de grandeza     | Mitch Ryan                      |
| 2022 | Despechá                | Mitch Ryan                      |
| 2022 | El pañuelo              | Roger Guàrdia                   |
| 2022 | Besos Moja2             |                                 |
| 2023 | Beso                    |                                 |
| 2023 | Vampiros                | Stillz                          |
| 2023 | Tuya                    | Stillz                          |
| 2023 | Oral                    | Carlota Guerrero                |

## Autorenbeteiligungen
Rosalía als Autorin in den Charts

| Jahr | Titel Album                  | Höchstplatzierung, Gesamtwochen, AuszeichnungChartplatzierungen (Jahr, Titel, Album, Platzierungen, Wochen, Auszeichnungen, Anmerkungen) | Höchstplatzierung, Gesamtwochen, AuszeichnungChartplatzierungen (Jahr, Titel, Album, Platzierungen, Wochen, Auszeichnungen, Anmerkungen) | Höchstplatzierung, Gesamtwochen, AuszeichnungChartplatzierungen (Jahr, Titel, Album, Platzierungen, Wochen, Auszeichnungen, Anmerkungen) | Höchstplatzierung, Gesamtwochen, AuszeichnungChartplatzierungen (Jahr, Titel, Album, Platzierungen, Wochen, Auszeichnungen, Anmerkungen) | Höchstplatzierung, Gesamtwochen, AuszeichnungChartplatzierungen (Jahr, Titel, Album, Platzierungen, Wochen, Auszeichnungen, Anmerkungen) | Höchstplatzierung, Gesamtwochen, AuszeichnungChartplatzierungen (Jahr, Titel, Album, Platzierungen, Wochen, Auszeichnungen, Anmerkungen) | Höchstplatzierung, Gesamtwochen, AuszeichnungChartplatzierungen (Jahr, Titel, Album, Platzierungen, Wochen, Auszeichnungen, Anmerkungen) | Anmerkungen                                                                      |
| Jahr | Titel Album                  | DE | AT | CH | UK | US | ES | Latin | Anmerkungen                                                                      |
| ---- | ---------------------------- | --- | --- | --- | --- | --- | --- | --- | -------------------------------------------------------------------------------- |
| 2020 | Goteo –                      | — | — | — | — | — | ES62 (1 Wo.)ES | Latin— PlatinLatin | Erstveröffentlichung: 2. Mai 2020 Interpretation: Paloma Mami Verkäufe: + 60.000 |
| 2022 | Caprichoso Trap Cake, Vol. 2 | — | — | — | — | — | ES22 (5 Wo.)ES | — | Erstveröffentlichung: 7. Februar 2022 Interpretation: Rauw Alejandro             |

## Promoveröffentlichungen
| Jahr | Titel Album    | Anmerkungen                         |
| ---- | -------------- | ----------------------------------- |
| 2018 | ¡Ay Paquita! – | Erstveröffentlichung: 20. Juli 2018 |

## Sonderveröffentlichungen
| Jahr | Titel Album                                            | Anmerkungen                                                                                              |
| ---- | ------------------------------------------------------ | --- |
| 2014 | No More Drama Blakadamia                               | Erstveröffentlichung: 2014 Creisy Lyon feat. Rosalía                                                     |
| 2017 | Retsu Mudra                                            | Erstveröffentlichung: 22. April 2017 DJ Swet feat. Foyone, Ihon & Rosalía                                |
| 2017 | Con la peña Alegría de vivir                           | Erstveröffentlichung: 17. Oktober 2017 Cálido Lehamo & Spaced Out Family feat. Rosalía                   |
| 2018 | Brillo Vibras                                          | Erstveröffentlichung: 25. Mai 2018 J Balvin feat. Rosalía                                                |
| 2018 | En mí (Interlude) Vibras                               | Erstveröffentlichung: 25. Mai 2018 J Balvin feat. Rosalía                                                |
| 2018 | Un largo viaje A través de la luz (Una ópera flamenca) | Erstveröffentlichung: 27. Mai 2018 Fernando Vacas & Vallellano & The Royal Gypsy Orchestra feat. Rosalía |
| 2018 | Suncity                                                | Erstveröffentlichung: 19. Oktober 2018 Khalid feat. Rosalía                                              |
| 2018 | Cuando te beso (Live) Realmente volando                | Erstveröffentlichung: 9. November 2018 Niña Pastori feat. Rosalía                                        |
| 2019 | Barefoot in the Park Assume Form                       | Erstveröffentlichung: 18. Januar 2019 James Blake feat. Rosalía                                          |
| 2019 | Herois obscurs Herois obscurs / Rosa EP                | Erstveröffentlichung: 1. November 2019 Ivan Santaeulària & Jack Tarradellas feat. Rosalía                |
| 2019 | Highest in the Room (Remix) JackBoys                   | Erstveröffentlichung: 27. Dezember 2019 Travis Scott feat. Rosalía & Lil Baby                            |
| 2020 | KLK KiCk i                                             | Erstveröffentlichung: 26. Juni 2020 Arca feat. Rosalía                                                   |
| 2020 | Dile a él Afrodisíaco                                  | Erstveröffentlichung: 13. November 2020 Rauw Alejandro feat. Rosalía                                     |
| 2020 | Strawberry Kiwi Afrodisíaco                            | Erstveröffentlichung: 13. November 2020 Rauw Alejandro feat. Rosalía                                     |
| 2020 | La noche de anoche El último tour del mundo            | Erstveröffentlichung: 27. November 2020 Bad Bunny feat. Rosalía                                          |
| 2021 | Trademark USA The Melodic Blue                         | Erstveröffentlichung: 10. September 2021 Baby Keem feat. Rosalía                                         |
| 2022 | El pañuelo Formula: Vol. 3                             | Erstveröffentlichung: 1. September 2022 Romeo Santos & Rosalía                                           |
| 2022 | Besos Moja2 La Última Misión                           | Erstveröffentlichung: 30. September 2022 Wisin & Yandel feat. Rosalía                                    |

| Jahr | Titel Album                                       | Anmerkungen                         |
| ---- | ------------------------------------------------- | ----------------------------------- |
| 2015 | Un millón de veces Tres guitarras para el autismo | Erstveröffentlichung: 30. März 2015 |

| Jahr | Titel Soundtrack                     | Anmerkungen                                                                     |
| ---- | ------------------------------------ | ------------------------------------------------------------------------------- |
| 2018 | Catalina en gran vía Black is beltza | Erstveröffentlichung: 1. Oktober 2018 mit Raül Fernandez Miró & Fermin Muguruza |
| 2019 | Me traicionaste Game of Thrones      | Erstveröffentlichung: 26. April 2019 mit A.Chal                                 |
| 2021 | Lo vas a olvidar Euphoria            | Erstveröffentlichung: 14. Mai 2021 mit Billie Eilish                            |
| 2022 | Bizcochito Gran Turismo 7            | Erstveröffentlichung: 4. März 2022                                              |

## Statistik

### Chartauswertung
Die folgenden Statistiken bieten eine Übersicht der Charterfolge von Rosalía in den Album- und Singlecharts. Zu beachten ist, dass bei den Singles nur Interpretationen und keine Autorenbeteiligungen berücksichtigt wurden.
|                     | DE    | AT    | CH    | UK    | US    | ES    | Latin       |
| ------------------- | ----- | ----- | ----- | ----- | ----- | ----- | ----------- |
| Nummer-eins-Alben   | DE—DE | AT—AT | CH—CH | UK—UK | US—US | ES2ES | Latin—Latin |
| Top-10-Alben        | DE—DE | AT—AT | CH1CH | UK—UK | US—US | ES2ES | Latin2Latin |
| Alben in den Charts | DE1DE | AT1AT | CH2CH | UK1UK | US1US | ES3ES | Latin2Latin |

|                       | DE    | AT    | CH     | UK    | US    | ES     | Latin        |
| --------------------- | ----- | ----- | ------ | ----- | ----- | ------ | ------------ |
| Nummer-eins-Singles   | DE—DE | AT—AT | CH—CH  | UK—UK | US—US | ES10ES | Latin—Latin  |
| Top-10-Singles        | DE—DE | AT—AT | CH3CH  | UK—UK | US—US | ES23ES | Latin7Latin  |
| Singles in den Charts | DE2DE | AT2AT | CH14CH | UK3UK | US8US | ES57ES | Latin20Latin |

### Auszeichnungen für Musikverkäufe
| Land/RegionAuszeichnungen für Musikverkäufe (Land/Region, Auszeichnungen, Verkäufe, Quellen) | Silber  | Gold       | Platin         | Diamant     | Verkäufe  | Quellen                 |
| -------------------------------------------------------------------------------------------- | ------- | ---------- | -------------- | ----------- | --------- | ----------------------- |
| Australien (ARIA)                                                                            | —       | Gold1      | —              | —           | 35.000    | aria.com.au             |
| Belgien (BRMA)                                                                               | —       | Gold1      | —              | —           | 20.000    | ultratop.be             |
| Brasilien (PMB)                                                                              | —       | 6× Gold6   | 10× Platin10   | 2× Diamant2 | 840.000   | pro-musicabr.org.br     |
| Chile (IFPI)                                                                                 | —       | Gold1      | Platin1        | —           | 290.000   | profovi.cl CL2          |
| Frankreich (SNEP)                                                                            | —       | 5× Gold5   | Platin1        | 3× Diamant3 | 1.599.999 | snepmusique.com         |
| Griechenland (IFPI)                                                                          | —       | Gold1      | —              | —           | 10.000    | Einzelnachweise         |
| Italien (FIMI)                                                                               | —       | 3× Gold3   | 8× Platin8     | —           | 830.000   | fimi.it                 |
| Kanada (MC)                                                                                  | —       | 3× Gold3   | Platin1        | —           | 200.000   | musiccanada.com         |
| Kolumbien (ASINCOL)                                                                          | —       | Gold1      | —              | —           | 5.000     | Einzelnachweise         |
| Mexiko (AMPROFON)                                                                            | —       | 14× Gold14 | 17× Platin17   | 4× Diamant4 | 4.120.000 | amprofon.com.mx         |
| Polen (ZPAV)                                                                                 | —       | 5× Gold5   | —              | —           | 95.000    | olis.pl                 |
| Portugal (AFP)                                                                               | —       | 2× Gold2   | 12× Platin12   | —           | 130.000   | Einzelnachweise         |
| Schweiz (IFPI)                                                                               | —       | 3× Gold3   | 4× Platin4     | —           | 110.000   | hitparade.ch            |
| Spanien (Promusicae)                                                                         | —       | 21× Gold21 | 96× Platin96   | —           | 5.740.000 | elportaldemusica.es ES2 |
| Vereinigte Staaten (RIAA)                                                                    | —       | 4× Gold4   | 13× Platin13   | —           | 7.890.000 | riaa.com                |
| Vereinigtes Königreich (BPI)                                                                 | Silber1 | —          | —              | —           | 200.000   | bpi.co.uk               |
| Insgesamt                                                                                    | Silber1 | 71× Gold71 | 163× Platin163 | 9× Diamant9 |           |                         |